# Macworld
Macworld (i marknadsföriningssammanhang skrivet MacWorld) är en tidning. Sedan maj 2002 är den Sveriges enda kommersiella, renodlade Macintosh-tidning. Ägare är det multinationella tidningsförlaget IDG.

## Macworld i Sverige
Macworld riktar in sig på Apple och dess produkter, främst Mac, Iphone, Ipad och Ipod.
Macworld ges inte längre ut som papperstidning. På tidningens webbplats publiceras dagliga Apple-relaterade nyheter, tester, guider och tips.
Mikael Lindkvist är chefredaktör och Billy Ekblom är nyhetsredaktör. Nyheter från webbplatsen speglas även på förlagets webbplats för konsumentinnehåll, M3.se.
Svenska Macworld driver ett internetforum med knappt 60 000 medlemmar som bland annat diskuterar Apple, Mac OS, Mac, Iphone, Ipad och Ipod, samt program- och hårdvara från tredjepartstillverkare avsedd att användas samman med Apples produkter.
Macworlds nyhetsbrev skickas ut 2–3 gånger per vecka och har 65 000 mottagare.

## Tidningen i ett internationellt perspektiv
Tidningar och webbplatser med namnet MacWorld eller Macworld finns även i USA, Storbritannien, Australien, Italien, Polen, Spanien och Turkiet. Den tyska motsvarigheten heter Macwelt.

## Historik i korthet
- 1986 – Svenska MacWorld kommer ut med sitt första nummer, två år efter att den första Macintosh-datorn börjat säljas.
- 1996 – MacWorld börjar leverera nyheter varje vardag på webben[1]
- 2002 – I april köps konkurrenten MacPressen upp av IDG och integreras med MacWorld.
- 2006 – Det görs ett försök att samla alla nyheter om Ipod i en egen tidning, med namnet iPlay. Tidningen blir ingen större succé och året därpå integreras materialet på nytt med MacWorld.
- 2007 – MacWorld-redaktionen startar en egen blogg.
- 2008 – Tidningen genomgår en omfattande nydesign (nr 9-2008) gjord av Christian Sabe.
- 2012 – MacWorld var allra först med ryktet om var första svenska Apple Store skulle hamna (Täby Centrum) och även först fysiskt på plats och kunde bekräfta det samma.
- 2015 - Macworld upphör som fysisk tidning

| Period    | Namn               |
| --------- | ------------------ |
| 1986–1987 | Maria Ehn-Notrica  |
| 1987      | Mikael Skogström   |
| 1988      | Bo Nordlin         |
| 1989-1990 | Fredrik Landergren |
| 1992–1996 | Nicklas Mattsson   |
| 1996-1999 | Lennart Håkansson  |
| 1999–2004 | Nils Holmlöv       |
| 2004      | Valter Bengtsson   |
| 2004-2012 | Andreas Leijon     |
| 2012-2014 | Anna Müller        |
| 2014-     | Mikael Lindkvist   |